# Brian Kelleher
Brian Kelleher (Selden, 19 de agosto de 1986) é um lutador norte-americano de artes marciais mistas, que compete na divisão peso-galo do Ultimate Fighting Championship. Lutador profissional desde 2011, ele também competiu no Bellator e no CES MMA.

## Antecedentes
Nascido e criado em Long Island, Nova Iorque, Kelleher competiu em uma variedade de esportes quando era jovem, incluindo hóquei no gelo e futebol. Mais tarde, ele começou a treinar esportes de combate, em 2007.

## Carreira no MMA
Kelleher compilou um cartel amador de 4-3, enquanto competia como um peso-leve, antes de fazer sua estreia profissional — uma derrota, em 2011. Kelleher, mais tarde, ganhou o Cinturão Peso-Galo do Ring of Combat, e manteve um cartel de 16-7, antes de assinar com o UFC.

### Ultimate Fighting Championship
Kelleher fez sua estreia na promoção contra Iuri Alcântara, pegando a luta em cima da hora, no UFC 212, em 3 de junho de 2017. Ele ganhou a luta por finalização, com uma guilhotina no primeiro round, e recebeu um bônus de Performance da Noite.
Ele enfrentou Marlon Vera, em 22 de julho de 2017, no UFC on Fox 25. Ele foi finalizado com uma chave de braço no primeiro round.
Kelleher enfrentou Damian Stasiak, em 21 de outubro de 2017, no UFC Fight Night 118. Ele ganhou a luta por nocaute técnico no terceiro round. A luta ganhou o prêmio de Luta da Noite.
Kelleher enfrentou Renan Barão, em 24 de fevereiro de 2018, no UFC on Fox 28. Ele ganhou a luta por decisão unânime.

## Campeonatos e realizações
- Ultimate Fighting Championship
  - Performance da Noite (Uma vez) vs. Iuri Alcântara
  - Luta da Noite (Uma vez) vs. Damian Stasiak[8]
- Ring of Combat
  - Campeão Peso-Galo (Uma vez, uma defesa)

## Cartel no MMA
| Cartel no MMA   |             |             |
| 37 lutas        | 24 vitórias | 13 derrotas |
| Por nocaute     | 8           | 1           |
| Por finalização | 10          | 7           |
| Por decisão     | 6           | 5           |

| Res.    | Cartel | Oponente           | Método                               | Evento                              | Data       | Round | Tempo | Local                        | Notas                                            |
| ------- | ------ | ------------------ | ------------------------------------ | ----------------------------------- | ---------- | ----- | ----- | ---------------------------- | ------------------------------------------------ |
| Derrota | 24-13  | Umar Nurmagomedov  | Finalização (mata-leão)              | UFC 272: Covington vs. Masvidal     | 05/03/2022 | 1     | 3:15  | Las Vegas, Nevada            |                                                  |
| Vitória | 24-12  | Kevin Croom        | Decisão (unânime)                    | UFC on ESPN: Kattar vs. Chikadze    | 15/01/2022 | 3     | 5:00  | Las Vegas, Nevada            | Volta aos Penas                                  |
| Vitória | 23–12  | Domingo Pilarte    | Decisão (unânime)                    | UFC on ESPN: Cannonier vs. Gastelum | 21/08/2021 | 3     | 5:00  | Las Vegas, Nevada            | Luta nos Galos.                                  |
| Derrota | 22-12  | Ricky Simon        | Decisão (unânime)                    | UFC 258: Usman vs. Burns            | 13/02/2021 | 3     | 5:00  | Las Vegas, Nevada            |                                                  |
| Vitória | 22-11  | Ray Rodriguez      | Finalização (guilhotina)             | UFC Fight Night: Overeem vs. Sakai  | 05/09/2020 | 1     | 0:39  | Las Vegas, Nevada            | Performance da Noite.                            |
| Derrota | 21-11  | Cody Stamann       | Decisão (unânime)                    | UFC 250: Nunes vs. Spencer          | 06/06/2020 | 3     | 5:00  | Las Vegas, Nevada            |                                                  |
| Vitória | 21-10  | Hunter Azure       | Nocaute (soco)                       | UFC Fight Night: Smith vs. Teixeira | 13/05/2020 | 2     | 3:40  | Jacksonville, Flórida        | Volta aos Penas; Luta da Noite.                  |
| Vitória | 20-10  | Ode Osbourne       | Finalização (guilhotina)             | UFC 246: McGregor vs. Cowboy        | 18/01/2020 | 1     | 2:46  | Las Vegas, Nevada            | Performance da Noite.                            |
| Derrota | 19-10  | Montel Jackson     | Finalização (estrangulamento d'arce) | UFC 232: Jones vs. Gustafsson II    | 29/12/2018 | 1     | 1:40  | Inglewood, California        |                                                  |
| Derrota | 19-9   | John Lineker       | Nocaute (soco)                       | UFC 224: Nunes vs. Pennington       | 12/05/2018 | 3     | 3:43  | Rio de Janeiro               |                                                  |
| Vitória | 19-8   | Renan Barão        | Decisão (unânime)                    | UFC on Fox: Emmett vs. Stephens     | 24/02/2018 | 3     | 5:00  | Orlando, Flórida             |                                                  |
| Vitória | 18-8   | Damian Stasiak     | Nocaute Técnico (socos)              | UFC Fight Night: Cerrone vs. Till   | 21/10/2017 | 3     | 3:39  | Gdańsk                       | Luta da Noite.                                   |
| Derrota | 17-8   | Marlon Vera        | Finalização (chave de braço)         | UFC on Fox: Weidman vs. Gastelum    | 22/07/2017 | 1     | 2:18  | Uniondale, Nova Iorque       |                                                  |
| Vitória | 17-7   | Iuri Alcântara     | Finalização (guilhotina)             | UFC 212: Aldo vs. Holloway          | 03/06/2017 | 1     | 1:48  | Rio de Janeiro               | Estreia no UFC; Performance da Noite.            |
| Vitória | 16-7   | Julio Arce         | Finalização (guilhotina)             | Ring of Combat 54                   | 04/03/2016 | 3     | 0:18  | Atlantic City, Nova Jérsia   | Defendeu o Cinturão Peso Galo do Ring of Combat. |
| Vitória | 15-7   | Josh Robinson      | Nocaute (soco rodado)                | Ring of Combat 53                   | 20/11/2015 | 3     | 0:24  | Atlantic City, Nova Jérsia   |                                                  |
| Vitória | 14-7   | Julio Arce         | Decisão (majoritária)                | Ring of Combat 52                   | 25/09/2015 | 3     | 5:00  | Atlantic City, Nova Jérsia   | Ganhou o Cinturão Peso-Galo do Ring of Combat.   |
| Vitória | 13-7   | Jay Haas           | Finalização (guilhotina)             | CCFC 49                             | 06/06/2015 | 1     | 4:49  | Bethlehem, Pensilvânia       | Peso-casado (140 lbs).                           |
| Vitória | 12-7   | Andre Soukhamthath | Decisão (unânime)                    | CES MMA 28                          | 13/03/2015 | 3     | 5:00  | Lincoln, Rhode Island        | Voltou ao peso-galo.                             |
| Vitória | 11-7   | Mark Cherico       | Finalização (guilhotina)             | Pinnacle FC 9                       | 26/11/2014 | 1     | 0:37  | Canonsburg, Pensilvânia      | Peso-casado (138 lbs).                           |
| Derrota | 10-7   | Andy Main          | Finalização (triângulo)              | CCFC 34                             | 19/04/2014 | 1     | 1:26  | Morristown, Nova Jérsia      |                                                  |
| Vitória | 10-6   | Lester Caslow      | Finalização (mata leão)              | CCFC 31                             | 08/02/2014 | 2     | 1:34  | Atlantic City, Nova Jérsia   |                                                  |
| Derrota | 9-6    | Jeff Smith         | Finalização (chave de braço)         | CCFC 29                             | 01/11/2013 | 2     | 4:39  | King of Prussia, Pensilvânia | Peso-casado (155 lbs).                           |
| Derrota | 9-5    | Scott Heckman      | Decisão (unânime)                    | CCFC 27                             | 21/09/2013 | 3     | 5:00  | King of Prussia, Pensilvânia |                                                  |
| Derrota | 9-4    | Jimmie Rivera      | Decisão (unânime)                    | Bellator 95                         | 04/04/2013 | 3     | 5:00  | Atlantic City, Nova Jérsia   | Peso-casado (140 lbs).                           |
| Vitória | 9-3    | Tyler Kahihikolo   | Decisão (unânime)                    | Coalition of Combat                 | 01/12/2012 | 3     | 5:00  | Phoenix, Arizona             |                                                  |
| Vitória | 8-3    | Bill Jones         | Nocaute (soco)                       | WCMMA 1: Portugal vs. USA           | 15/09/2012 | 1     | 0:10  | Ledyard, Connecticut         | Ganhou o Cinturão Peso-Pena Vago do WCMMA.       |
| Vitória | 7-3    | Ryan Vaccaro       | Nocaute Técnico (joelhada voadora)   | Rock Out Knock Out                  | 02/06/2012 | 2     | 0:56  | Asbury Park, Nova Jérsia     |                                                  |
| Vitória | 6-3    | Raphael Chavez     | Nocaute Técnico (socos)              | CCFC 14                             | 14/04/2012 | 2     | 3:41  | Atlantic City, Nova Jérsia   |                                                  |
| Vitória | 5-3    | Josh Parker        | Finalização (mata leão)              | NEF: Fight Night 1                  | 11/02/2012 | 1     | 4:31  | Lewiston, Maine              |                                                  |
| Derrota | 4-3    | Artur Rofi         | Finalização (chave de braço)         | CCFC 12                             | 10/12/2011 | 1     | 4:57  | Atlantic City, Nova Jérsia   | Voltou ao Peso Pena.                             |
| Derrota | 4-2    | Claudio Ledesma    | Decisão (unânime)                    | Bellator 54                         | 15/10/2011 | 3     | 5:00  | Atlantic City, Nova Jérsia   | Peso-casado (140 lbs).                           |
| Vitória | 4-1    | Michael LaDuke     | Nocaute Técnico (interrupção médica) | Ring of Combat 37                   | 09/09/2011 | 3     | 3:14  | Atlantic City, Nova Jérsia   |                                                  |
| Vitória | 3-1    | Manny Millan       | Finalização (mata leão)              | Xtreme Fight Events: Cage Wars 9    | 29/07/2011 | 1     | 3:34  | Atlantic City, Nova Jérsia   |                                                  |
| Vitória | 2-1    | Siyam Yousefi      | Finalização (guilhotina)             | CCFC 8                              | 20/05/2011 | 1     | 2:41  | Atlantic City, Nova Jérsia   | Estreia no peso-galo.                            |
| Vitória | 1-1    | Nate Ainsworth     | Nocaute (soco)                       | CZ 37                               | 29/04/2011 | 1     | 0:23  | Salem, Nova Hampshire        | Luta no peso-pena.                               |
| Derrota | 0-1    | Dan Cion           | Finalização (guilhotina)             | Xtreme Fight Events: Cage Wars 5    | 11/03/2011 | 1     | 4:42  | Chester, Pensilvânia         |                                                  |